# Чубаровский сельсовет (Московская область)
Чубаровский сельсовет — упразднённая административно-территориальная единица, существовавшая на территории Московской губернии и Московской области в 1924—1954 годах.
Чубаровский сельсовет был образован в 1924 году в составе Бухоловской волости Волоколамского уезда Московской губернии, путём выделения из Высоковского с/с.
По данным 1926 года в состав сельсовета входили 2 населённых пункта — Чубарово и Болвасово.
В 1929 году Чубаровский с/с был отнесён к Волоколамскому району Московского округа Московской области.
14 июня 1954 года Успенский сельсовет был упразднён. При этом его территория была передана в Курьяновский с/с.